# Impianto Avogadro RS-1
L'Impianto Avogadro RS-1 era un reattore nucleare di ricerca sperimentale, sito a Saluggia. È stato il primo costruito in Italia.

## Storia del reattore
È stato realizzato all'interno di un complesso industriale per la produzione di radiofarmaci nel 1959 dalla Società di Ricerche Nucleari SORIN, joint venture tra Fiat e Montecatini per effettuare ricerche di fisica nucleare e di tecnologia dei materiali.
Era un reattore di ricerca di tipo a piscina utilizzato principalmente per scopi sperimentali e mai connesso alla rete elettrica nazionale. Il suo funzionamento venne arrestato nel 1971 a causa delle difficoltà che il settore nucleare stava affrontando in Italia.

## Storia del deposito
Dopo l'arresto del reattore nel 1971, 10 anni dopo, Enel chiede ed ottiene da Fiat Avio S.p.A., proprietaria del sito, la trasformazione dell'impianto in deposito nazionale temporaneo per lo stoccaggio degli elementi di combustibile nucleare irraggiato. Sono contenuti 164 elementi di combustibile nucleare irraggiato dei quali 101 provenienti dalla centrale nucleare Enrico Fermi e 63 dalla centrale nucleare del Garigliano. Nel febbraio 2011 sono iniziate, dal deposito “Avogadro”, le operazioni di trasferimento verso la Francia (a Le Hague - Areva S.A.) delle 164 barre di combustibile irraggiato, pari a circa 30 tonnellate, per il loro riprocessamento, che torneranno in Italia entro il 2025, senza plutonio, ma ancora radioattive.
Inoltre sono presenti altre 48 semibarrette e 10 lamine.
Dal 2003 al 2005 sono state inviate via treno in Francia 259 barre di biossidio di uranio pari a 53 tonnellate.
Sebbene le operazioni di smantellamento siano affidate a SOGIN, l'impianto è di proprietà di Deposito Avogadro S.r.l. controllata al 100% da FIAT Partecipazioni S.p.A..